# Хайдексбург
Замок Хайдексбург (нем. Heidecksburg) — бывшая резиденция владетельного князя Шварцбург-Рудольштадтского на вершине 60-метрового холма в тюрингском городе Рудольштадт.

## История

### Предыдущие строения
Предшественник дворца был построен в XIII веке, располагаясь на территории современного замкового сада. Эта крепость принадлежала графам Орламюнде, а в 1334 г. перешла к графам Шварцбурга, а ходе тюрингской войны графов  в 1345 г. была разрушена. Видимых частей этой крепости не сохранилось. Во второй половине XIV столетия был возведён новый замок, который располагался между открытой сценой и центром современного замка. От этого строения до наших дней дошла круглая башня, встроенная в конный манеж. В 1573 году крепость сгорела, по меньшей мере, частично и на её месте был построен дворец в стиле ренессанс с тремя флигелями, размеры которого приблизительно соответствовали современному дворцу.

### Барочный дворец
В 1735 году и этот дворец сгорел, уцелели только помещение вахты, ребристый свод на первом этаже западного флигеля, вход в северный флигель, а также большие части южного филигеля (въездные ворота, зеркальный кабинет и несколько других комнат). Эти части были сохранены и включены в состав нового дворца. В 1737 г. начались строительные работы по возведению новой резиденции в стиле барокко, которая должна была соответствовать уровню дома Шварцбургов, глава которого отныне имел статус имперского князя.
Длина двора дворца составляет около 150 метров. С южной стороны двора располагается южный флигель, построенный на основе дворца-предшественника. Новый главный флигель возведён с западной части двора. Его центр занимает роскошный парадный зал, который в наши дни открыт для посещения и где проходят различные культурные мероприятия, например, такие, как дворцовые концерты. С каждой стороны залу предшествует определённый порядок комнат. Северный флигель строился в качестве расположения администрации княжества и был расширен за счёт многих небольших хозяйственных помещений, в числе которых есть и манеж. Последней крупной постройкой той эпохи является возведённая в 1744 г. 40-метровая башня.
Для возведения нового дворца после пожара князь Фридрих Антон хотел пригласить знаменитого дрезденского архитектора М. Д. Пёппельманна, однако тот скончался в 1736 году. В итоге главным зодчим дворца стал преемник Пёпперманна на должности главного архитектора Дрездена Кристоф Кнёффель (1686—1752). Влияние дрезденского позднего барокко проявляются, прежде всего, на сделанных Кнёффелем чертежах западного флигеля и в расположении комнат в главном флигеле. В комнатах, разделённых на двое апартаментов, состоящих из передней, гостиной, кабинета с альковом и гарберобом, было видно определённое французское влияние. Однако, строительные работы шли не так быстро, как планировалось. Причина этого, прежде всего, была в перегруженности Кнёффеля, который не поспевал с разработкой строительных планов. В связи с этим, в 1743 г. он был отстранён от руководства сооружением дворца, которое было передано главному архитектору Ваймара, Готтфриду Хайнриху Кроне (1703—1756). Под его руководством возведение резиденции ускорилось. Хотя к моменту его смерти в 1756 г. отделочные работы не были полностью завершены, Кроне успел составить подробные чертежи, по которым строительство продолжалось вплоть до 1770-х годов. Временем завершения строительства считается 1786 год (как было указано на табличке), правда, работы в северном флигеле и в восточной части южного велись ещё почти до 1810 года.
Дворец выгодно отличается, по крайней мере, от резиденций многочисленных тюрингских малых государств, благодаря своей пышности. Она была достигнута за счёт таких элементов, как объёмная декорация зала высотой в 12 метров. Изначально строго прямоугольный зал Кнёффеля приобрёл изогнутые в виде волн стены, ниши для печей на торцевых сторонах, скруглённые буфетными нишами углы и ложи в верхней части. Также к барочным элементам стоит отнести настенные формы из стукко и фрески. Южнее парадного зала с 1742 г. располагаются «красные комнаты», в 1750 последовали комнаты с северной стороны, образовавшие «зелёный зал» и полностью завершённые в 1770-е годы. Они такде обладают роскошной отделкой — стукко, потолочная и настенная роспись, резьба. Все комнаты, входящие в ансамбль парадного зала, соединены друг с другом галереей и двумя лестницами. Южный флигель состоит, прежде всего, из жилых помещений, которые, однако, отдекорированы согласно многочисленным личным предпочтениям и обладают разнообразным внешним видом.

### Последующие стадии строительства

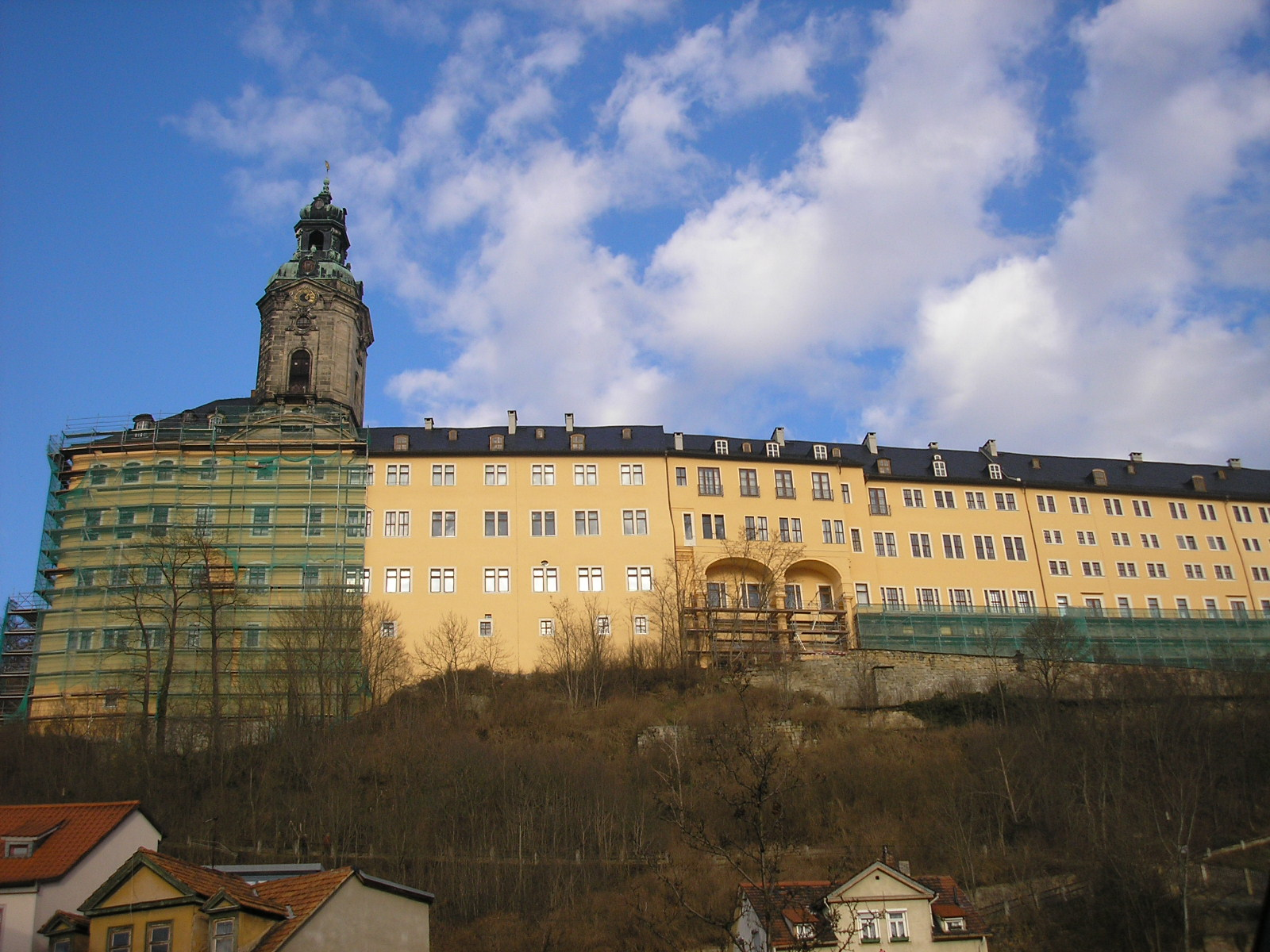
После реконструкции 2007

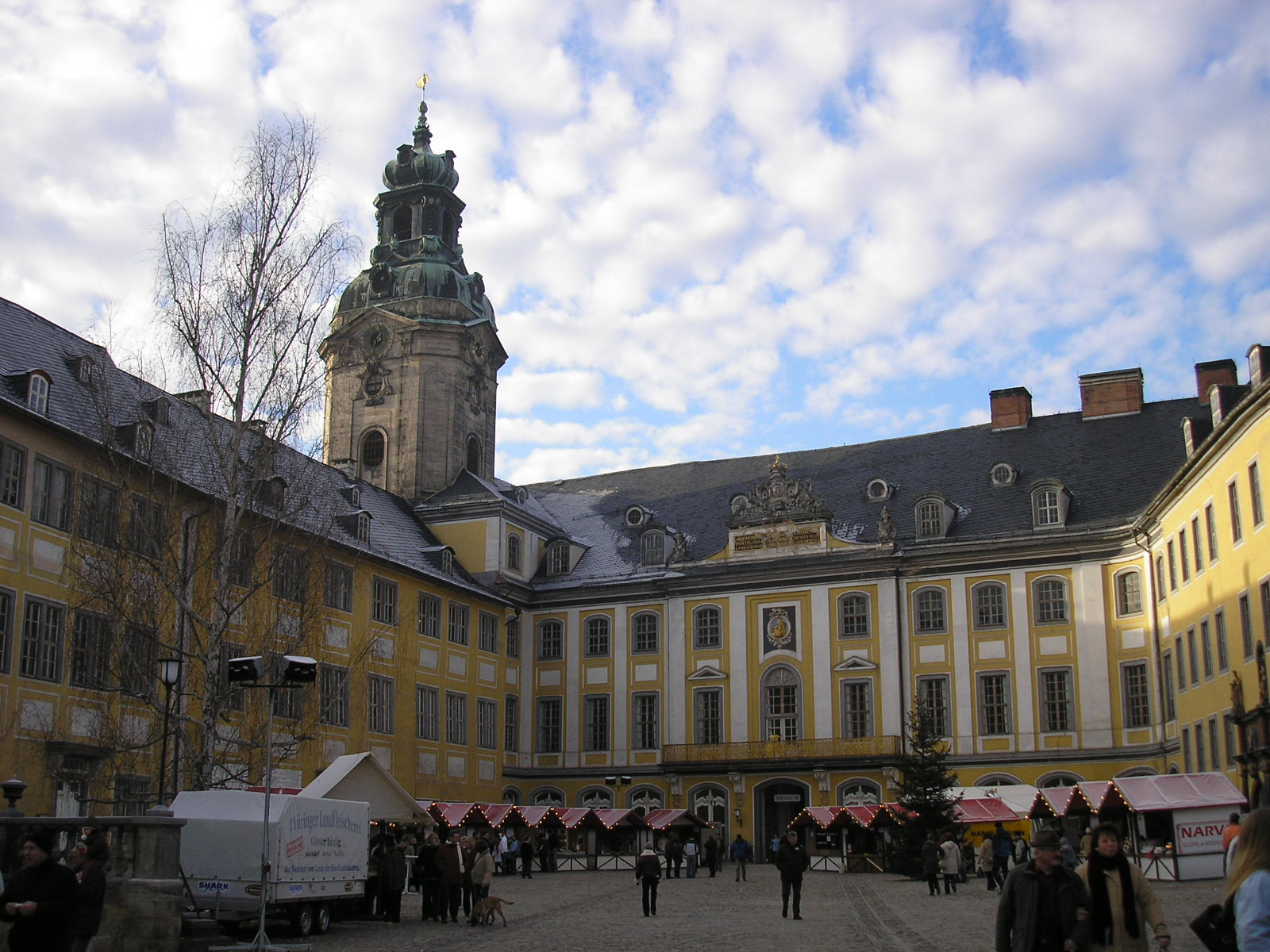
Рождественская ярмарка во внутреннем дворе

Практически сразу после завершения работ по внутренней отделке дворца, в 1800 году началась новая интенсивная фаза строительства. Несколько маленьких комнат были переделаны в соответствие с требованиями другого стиля — классицизма. В дворцовом саду появилось святилище Ор, искусственные руины и основания колонн. Кроме того, южное крыло было расширено на восток.
После 1918 г. и отстранения от власти князя Гюнтера Виктора дворец стал выставочной площадкой для многих музеев, которые в 1950 г. объединились в «Государственный музей Хайдексбург». В 1940 г. вследствие проводимой реконструкции в замке Шварцбург размещённая в нём оружейная коллекция была перенесена в Хайдексбург. В 1945 г. замок понёс серьёзный ущерб, и в 1950-е годы были проведены работы по ремонту крыши дворца, в 1956 обновлена облицовка западного и северного флигелей. В 1966 г. на башне была сконструирована новая медная крыша. В 1971 г. отреставрирован зеркальный кабинет в южном флигеле, который остался ещё от предыдущего дворца. С 1994 г. проводятся различные реставрационные работы при поддержке Тюрингского фонда дворцов и садов, который является нынешним собственником Хайдексбурга. В ходе этих работ был заново вымощен дворцовый двор, отреставрированы комнаты галереи, обустроены залы южного флигеля, а также обновлена крыша.
Сегодня во дворце располагается Тюрингский музей Хайдексбург и Тюрингский Государственный архив Рудольштадт. Здесь же расположена штаб-квартира фонда Тюрингских дворцов и садов. Внутренние помещения дворца (парадный зал, зелёный зал, фарфоровая галерея, дворцовый двор, терраса) можно посетить вместе с экскурсией или в ходе других мероприятий, проводимых в Хайдексбурге.

## Музей

### Оружейная коллекция
Тюрингский музей Хайдексбург обладает богатым собранием оружия, состоящим из около 4000 экспонатов времён XV—XIX вв. Часть этой коллекции выставлена в позднеготическом сводовом зале. В настоящий момент на складе Хайдексбурга хранятся около 3500 образцов оружия, которые не выставлялись с 1940 г. Предполагается, что эта коллекция будет отреставрирована в рамках совместного проекта Федерации и музея. После окончания восстановления Шварцбургского арсенала, туда планируется перенести часть собрания в 2012 г.
В северном флигеле будет показано развитие шварцбургской армии посредством выставки мечей XV в. и доспехов времён Тридцатилетней войны.